# Gilles Mahieu
Gilles Mahieu, né à Uccle en 1964, est gouverneur de la Province du Brabant wallon depuis le 1er octobre 2015. 

## Biographie
Licencié en sciences criminologiques de l’Université libre de Bruxelles, il a entre autres été Secrétaire général du Parti socialiste (2008 à septembre 2015), Directeur de cabinet de Fadila Laanan, ministre de la Culture et de l'Audiovisuel (2004 à 2008), chef de cabinet d’Elio Di Rupo, Bourgmestre de Mons (2001 à 2004), chef de Cabinet-adjoint de Charles Picqué, commissaire et puis ministre chargé de la politique des grandes villes (1999-2000), chef de cabinet de Maurice Lafosse, bourgmestre de Mons (1995 à 1999) et Directeur du contrat de sécurité de la ville de Mons (1993 à 1994). 
En tant que doyen des Gouverneurs wallons, il préside le Conseil des Élections locales chargé de valider les élections provinciales et communales wallonnes du 13 octobre 2024. 